# Shinzo Abe
Shinzo Abe (Nagato, 21. rujna 1954. – Nara, 8. srpnja 2022.) bivši je premijer Japana, ponovno je izabran na sjednici Japanskog Dieta, 26. prosinca 2012. godine. Njegov prvi premijerski mandat trajao je od 26. rujna 2006. do 26. rujna 2007. godine, a razlog ostavke bila je izrazita nepopularnost.
Najmlađi je premijer u japanskoj povijesti i prvi premijer rođen nakon Drugog svjetskog rata.
Potječe iz jedne od najuglednijih japanskih političkih obitelji, tako da su mu djed Kan Abe i otac Šintaro Abe bili ugledni političari. Preko majke Yoko Kishi[kriva transliteracija] u srodstvu je s bivšim premijerom Nobusukijem Kishijem[kriva transliteracija].
Nakon studija u Japanu i SAD-u, godine 1979. zapošljava se u kompaniji Kobe Steel. Od 1982. godine radi u Ministarstvu vanjskih poslova te se bavi politikom u vladajućoj Liberalno-demokratskoj stranci. Godine 1993. prvi put je izabran u Nacionalnu Dijetu.
Dana 20. rujna 2006. godine, stranka ga je odredila za premijerskog kandidata, pa je 26. rujna 2006. godine zamijenio Junichira Koizumija. Podnio je ostavku na mjesto predsjenika Vlade 12. rujna 2007. godine, a ostavka će stupiti na snagu nakon što se izabere njegov nasljenik Yasuo Fukuda 23. rujna. Ponovno je izabran za premijera od 26. prosinca 2012. godine nakon što je zamijenio Yoshihika Node.
Abe je ubijen u atentatu 8. srpnja 2022., u 68. godini života. Ovo je prvi atentat na nekog japanskog premijera od Drugoga svjetskog rata.

## Vanjske poveznice
- Službena stranica  Arhivirana inačica izvorne stranice od 15. prosinca 2007. (Wayback Machine)